# Superliga 1995-1996 (Slovacchia)
L'edizione 1995-96 della Corgoň Liga vide la vittoria finale dello Slovan Bratislava.
Capocannoniere del torneo fu Róbert Semeník (1.FC Kosice), con 29 reti.

## Classifica finale
|    | Classifica          | G  | V  | N | P  | GF | GS | Dif | Pt |
| -- | ------------------- | -- | -- | - | -- | -- | -- | --- | -- |
| 1  | Slovan Bratislava   | 22 | 15 | 6 | 1  | 62 | 16 | 36  | 51 |
| 2  | Spartak Trnava      | 22 | 14 | 4 | 4  | 40 | 19 | 21  | 46 |
| 3  | VSS Košice          | 22 | 15 | 1 | 6  | 47 | 25 | 22  | 46 |
| 4  | Dukla B.B.          | 22 | 11 | 5 | 6  | 32 | 24 | 8   | 38 |
| 5  | Partizán Bardejov   | 22 | 12 | 1 | 9  | 34 | 25 | 9   | 37 |
| 6  | Tatran Prešov       | 22 | 10 | 5 | 7  | 28 | 24 | 4   | 35 |
| 7  | Lokomotíva Košice   | 22 | 9  | 1 | 12 | 26 | 33 | -7  | 28 |
| 8  | Humenné             | 22 | 8  | 4 | 10 | 35 | 33 | 2   | 28 |
| 9  | Inter Bratislava    | 22 | 6  | 5 | 11 | 27 | 37 | -10 | 23 |
| 10 | DAC Dunajská Streda | 22 | 6  | 3 | 13 | 29 | 56 | -27 | 21 |
| 11 | Nitra               | 22 | 3  | 4 | 15 | 20 | 47 | -27 | 13 |
| 12 | Banik Prievidza     | 22 | 2  | 3 | 17 | 13 | 54 | -41 | 9  |

### Poule scudetto
|   | Classifica        | G  | V  | N  | P  | GF | GS | Dif | Pt |
| - | ----------------- | -- | -- | -- | -- | -- | -- | --- | -- |
| 1 | Slovan Bratislava | 32 | 22 | 9  | 1  | 79 | 20 | 59  | 75 |
| 2 | VSS Košice        | 32 | 21 | 2  | 9  | 62 | 32 | 30  | 65 |
| 3 | Spartak Trnava    | 32 | 19 | 6  | 7  | 54 | 32 | 22  | 60 |
| 4 | Dukla B.B.        | 32 | 12 | 11 | 9  | 39 | 36 | 3   | 47 |
| 5 | Tatran Prešov     | 32 | 12 | 7  | 13 | 34 | 36 | -2  | 43 |
| 6 | Partizán Bardejov | 32 | 13 | 3  | 16 | 37 | 42 | -5  | 42 |

### Poule retrocessione
|    | Classifica          | G  | V  | N | P  | GF | GS | Dif | Pt |
| -- | ------------------- | -- | -- | - | -- | -- | -- | --- | -- |
| 7  | Humenné             | 32 | 13 | 5 | 14 | 50 | 44 | +6  | 44 |
| 8  | Lokomotíva Košice   | 32 | 13 | 2 | 17 | 37 | 49 | -12 | 41 |
| 9  | Inter Bratislava    | 32 | 11 | 7 | 14 | 42 | 45 | -3  | 40 |
| 10 | Nitra               | 32 | 10 | 3 | 19 | 30 | 59 | -29 | 33 |
| 11 | DAC Dunajská Streda | 32 | 7  | 5 | 20 | 41 | 75 | -35 | 33 |
| 12 | Banik Prievidza     | 32 | 7  | 4 | 21 | 31 | 65 | -34 | 25 |

### Verdetti
- Slovan Bratislava campione di Slovacchia 1995-96.
- Nessuna retrocessione in quanto fu deciso di ampliare a 16 il numero dei club partecipanti al campionato.

## Statistiche e record

### Classifica marcatori
| Gol |  |  | Giocatore          | Squadra             |
| --- |  |  | ------------------ | ------------------- |
| 29  |  |  | Róbert Semeník     | VSS Košice          |
| 12  |  |  | Szilárd Németh     | Slovan Bratislava   |
| 11  |  |  | Ruslan Ljubars'kyj | Humenné             |
| 11  |  |  | Marek Ujlaky       | Spartak Trnava      |
| 10  |  |  | Július Šimon       | Spartak Trnava      |
| 10  |  |  | Luis Fabio Gomes   | Slovan Bratislava   |
| 9   |  |  | Mikuláš Radványi   | Spartak Trnava      |
| 9   |  |  | Štefan Maixner     | Slovan Bratislava   |
| 9   |  |  | Jaroslav Timko     | Inter Bratislava    |
| 8   |  |  | Eugen Bari         | DAC Dunajská Streda |
| 8   |  |  | Jozef Hrivňák      | Partizán Bardejov   |
| 8   |  |  | Dušan Tittel       | Slovan Bratislava   |
| 8   |  |  | Igor Popovec       | Lokomotíva Košice   |
| 8   |  |  | Ladislav Šimčo     | Lokomotíva Košice   |
| 8   |  |  | Marek Holmík       | Banik Prievidza     |